# Rapportführer

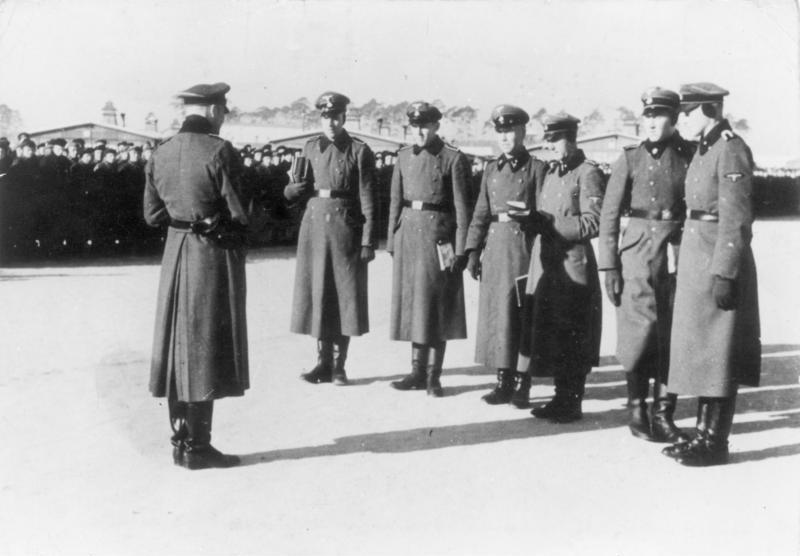
Un rapportführer con seis blockführer durante un pase de lista en el campo de concentración de Sachsenhausen, 1936.

Rapportführer (oficial informante) era un título militar de las SS, específico de las SS-Totenkopfverbände (Unidades de la Calavera a cargo de los campos de concentración). Un SS-rapportführer solía ser un suboficial de las SS de nivel medio (a menudo un oberscharführer o hauptscharführer) que se desempeñaba como comandante de un grupo de blockführer (jefe de bloque de prisioneros) que estaban asignados a supervisar los cuarteles dentro de un campo de concentración.
El deber principal de un rapportführer era pasar lista por el día y por la noche todos los días en el campamento, lo que generalmente era un proceso largo y agotador en el que los prisioneros estaban de pie durante horas y horas en todo tipo de condiciones climáticas. El rapportführer también supervisaba la disciplina de los prisioneros en el campo, así como la capacitación del personal subalterno de las SS. La mayoría de los rapportführer de las SS eran conocidos por su brutalidad, y personas como Eric Muhsfeldt y Gustav Wagner ocupaban este cargo.
En los campos más grandes (como Auschwitz), el rapportführer respondería a un SS-oficial ayudante de campo, pero en campos más pequeños (como Sobibor) el rapportführer trabajaba directamente para el comandante del campo y servía en una especie de puesto de sargento mayor.